# جزیره ژوان‌ویل
جزیره ژوان‌ویل (انگلیسی: Joinville Island) بزرگترین جزیره در گروه جزایر ژوان‌ویل است. جزیر ژوان‌ویل روبه‌روی نوک شمال شرقی شبه جزیره جنوبگان واقع شده‌است و آبراهه جنوبگان این دو را از هم جدا کرده‌است. جزیره ژوان‌ویل در جهت شرقی - غربی ۷۴ کیلومتر طول دارد و پهنای آن ۲۲ کیلومتر است.
جزیره ژوان‌ویل حدود سال ۱۸۳۸ توسط یک هیئت اعزامی فرانسوی به فرماندهی سروان ژول دومون دورویل کشف و نقشه‌برداری شد و او این جزیره را به نام شاهزاده فرانسوا، پرنس ژوان‌ویل (۱۸۱۸–۱۸۱۸)، پسر سوم لوئی-فیلیپ، دوک اورلئان نام‌گذاری کرد. آرژانتین، انگلیس و شیلی بر منطقه‌ای که این جزیره هم جزوی از آن است ادعای مالکیت دارند.